# Tim und Struppi (Zeichentrickserie)/Episodenliste
Diese Episodenliste enthält alle Episoden der französisch-kanadischen Zeichentrick-Fernsehserie Tim und Struppi (Originaltitel: Les Aventures de Tintin). Regisseur war Stéphane Bernasconi, das Drehbuch stammt von Francois Hemmen, Robert Réa, Christophe Poujol, J. D. Smith, Charles Shows und Alex Boon. Jede Episode dauert 22 Minuten. Die Fernsehserie umfasst drei Staffeln mit 39 Episoden. Die deutsche Erstveröffentlichung erfolgte zwischen dem 30. Oktober 1993 und dem 4. Juni 1994 im ZDF. Die Reihenfolge der Veröffentlichung der einzelnen Episoden richtete sich nicht nach dem Erscheinen der Albumausgaben. So hat etwa die letzte Episode, Tim in Amerika, die älteste Vorlage.

## Übersicht
| Staffel | Episodenanzahl |
| ------- | -------------- |
| 1       | 13             |
| 2       | 13             |
| 3       | 13             |

## Staffel 1
| Nr. (ges.) | Nr. (St.) | Deutscher Titel                         | Originaltitel                      | Vorlage                                    |
| ---------- | --------- | --------------------------------------- | ---------------------------------- | ------------------------------------------ |
| 1          | 1         | Die Krabbe mit den goldenen Scheren (1) | Le Crabe aux pinces d'or, partie 1 | Die Krabbe mit den goldenen Scheren (1940) |
| 2          | 2         | Die Krabbe mit den goldenen Scheren (2) | Le Crabe aux pinces d'or, partie 2 | Die Krabbe mit den goldenen Scheren (1940) |
| 3          | 3         | Das Geheimnis der 'Einhorn' (1)         | Le Secret de La Licorne, partie 1  | Das Geheimnis der 'Einhorn' (1943)         |
| 4          | 4         | Das Geheimnis der 'Einhorn' (2)         | Le Secret de La Licorne, partie 2  | Das Geheimnis der 'Einhorn' (1943)         |
| 5          | 5         | Der Schatz 'Rackhams' des Roten         | Le Trésor de Rackham le Rouge      | Der Schatz Rackhams des Roten (1944)       |
| 6          | 6         | Die Zigarren des Pharaos (1)            | Les Cigares du pharaon, partie 1   | Die Zigarren des Pharaos (1932)            |
| 7          | 7         | Die Zigarren des Pharaos (2)            | Les Cigares du pharaon, partie 2   | Die Zigarren des Pharaos (1932)            |
| 8          | 8         | Der blaue Lotus (1)                     | Le Lotus bleu, partie 1            | Der Blaue Lotos (1934)                     |
| 9          | 9         | Der blaue Lotus (2)                     | Le Lotus bleu, partie 2            | Der Blaue Lotos (1934)                     |
| 10         | 10        | Die schwarze Insel (1)                  | L'Île Noire, partie 1              | Die schwarze Insel (1937)                  |
| 11         | 11        | Die schwarze Insel (2)                  | L'Île Noire, partie 2              | Die schwarze Insel (1937)                  |
| 12         | 12        | Der Fall Bienlein (1)                   | L'Affaire Tournesol, partie 1      | Der Fall Bienlein (1956)                   |
| 13         | 13        | Der Fall Bienlein (2)                   | L'Affaire Tournesol, partie 2      | Der Fall Bienlein (1956)                   |

## Staffel 2
| Nr. (ges.) | Nr. (St.) | Deutscher Titel                   | Originaltitel                         | Vorlage                               |
| ---------- | --------- | --------------------------------- | ------------------------------------- | ------------------------------------- |
| 14         | 1         | Der geheimnisvolle Stern          | L'Étoile mystérieuse                  | Der geheimnisvolle Stern (1942)       |
| 15         | 2         | Der Arumbaya-Fetisch (1)          | L'Oreille cassée, partie 1            | Der Arumbaya-Fetisch (1935)           |
| 16         | 3         | Der Arumbaya-Fetisch (2)          | L'Oreille cassée, partie 2            | Der Arumbaya-Fetisch (1935)           |
| 17         | 4         | König Ottokars Zepter (1)         | Le Sceptre d'Ottokar, partie 1        | König Ottokars Zepter (1938)          |
| 18         | 5         | König Ottokars Zepter (2)         | Le Sceptre d'Ottokar, partie 2        | König Ottokars Zepter (1938)          |
| 19         | 6         | Tim in Tibet (1)                  | Tintin au Tibet, partie 1             | Tim in Tibet (1960)                   |
| 20         | 7         | Tim in Tibet (2)                  | Tintin au Tibet, partie 2             | Tim in Tibet (1960)                   |
| 21         | 8         | Tim und die Picaros (1)           | Tintin et les Picaros, partie 1       | Tim und die Picaros (1976)            |
| 22         | 9         | Tim und die Picaros (2)           | Tintin et les Picaros, partie 2       | Tim und die Picaros (1976)            |
| 23         | 10        | Im Reich des schwarzen Goldes (1) | Tintin au pays de l'or noir, partie 1 | Im Reiche des Schwarzen Goldes (1950) |
| 24         | 11        | Im Reich des schwarzen Goldes (2) | Tintin au pays de l'or noir, partie 2 | Im Reiche des Schwarzen Goldes (1950) |
| 25         | 12        | Flug 714 nach Sydney (1)          | Vol 714 pour Sydney, partie 1         | Flug 714 nach Sydney (1968)           |
| 26         | 13        | Flug 714 nach Sydney (2)          | Vol 714 pour Sydney, partie 2         | Flug 714 nach Sydney (1968)           |

## Staffel 3
| Nr. (ges.) | Nr. (St.) | Deutscher Titel               | Originaltitel                         | Vorlage                          |
| ---------- | --------- | ----------------------------- | ------------------------------------- | -------------------------------- |
| 27         | 1         | Kohle an Bord (1)             | Coke en stock, partie 1               | Kohle an Bord (1958)             |
| 28         | 2         | Kohle an Bord (2)             | Coke en stock, partie 2               | Kohle an Bord (1958)             |
| 29         | 3         | Die sieben Kristallkugeln (1) | Les Sept Boules de cristal, partie 1  | Die sieben Kristallkugeln (1947) |
| 30         | 4         | Die sieben Kristallkugeln (2) | Les Sept Boules de cristal, partie 2  | Die sieben Kristallkugeln (1947) |
| 31         | 5         | Der Sonnentempel (1)          | Le Temple du Soleil, partie 1         | Der Sonnentempel (1949)          |
| 32         | 6         | Der Sonnentempel (2)          | Le Temple du Soleil, partie 2         | Der Sonnentempel (1949)          |
| 33         | 7         | Die Juwelen der Sängerin (1)  | Les Bijoux de la Castafiore, partie 1 | Die Juwelen der Sängerin (1963)  |
| 34         | 8         | Die Juwelen der Sängerin (2)  | Les Bijoux de la Castafiore, partie 2 | Die Juwelen der Sängerin (1963)  |
| 35         | 9         | Reiseziel Mond (1)            | Objectif Lune, partie 1               | Reiseziel Mond (1952)            |
| 36         | 10        | Reiseziel Mond (2)            | Objectif Lune, partie 2               | Reiseziel Mond (1952)            |
| 37         | 11        | Schritte auf dem Mond (1)     | On a marché sur la Lune, partie 1     | Schritte auf dem Mond (1954)     |
| 38         | 12        | Schritte auf dem Mond (2)     | On a marché sur la Lune, partie 2     | Schritte auf dem Mond (1954)     |
| 39         | 13        | Tim in Amerika                | Tintin en Amérique                    | Tim in Amerika (1931)            |